# آزات او آنکاخ آرتساخ
آزات او آنکاخ آرتساخ (ارمنی: Ազատ ու անկախ Արցախ؛ آرتساخ آزاد و مستقل) سرود ملی جمهوری آرتساخ می باشد این سرود در سال ۱۹۹۲ میلادی به تصویب رسیده است متن سرود ملی نوشته وارطان هاکوبیان و ملودی آن  توسط آرمن ناسیبیان خلق شده است.

## فایل صوتی/تصویری
- Ազատ ու անկախ Արցախ